# Liothrips eremicus
Liothrips eremicus är en insektsart som beskrevs av Cott 1956. Liothrips eremicus ingår i släktet Liothrips och familjen rörtripsar. Inga underarter finns listade i Catalogue of Life.